# Chicago Stadium (album)
Chicago Stadium – album koncertowy Elvisa Presleya, składający się z utworów nagranych w Chicago w Illinois 14 i 15 października 1976 r. Presley miał na sobie Inca Gold Leaf i Indian Feather suit. Album został wydany w 2010 roku. Elvis wchodząc na scenę 14 października zdziwił ludzi, gdyż schudł do wyglądu z 1974 roku!

## Lista utworów

### CD 1
1. "2001"
2. "See See Rider"
3. "I Got a Woman – Amen"
4. "Love Me"
5. "If You Love Me"
6. "You Gave Me a Mountain"
7. "Jailhouse Rock"
8. "All Shook Up"
9. "Teddy Bear – Don’t Be Cruel"
10. "And I Love You So"
11. "Fever"
12. "Polk Salad Annie"
13. "Band Introductions"
14. "Early Morning Rain"
15. "What’d I Say"
16. "Johnny B. Goode"
17. "Love Letters"
18. "School Days"
19. "Hurt"
20. "Love Me Tender"
21. "Hound Dog"
22. "Funny How Time Slips Away"
23. "Mystery Train - Tiger Man"
24. "Can’t Help Falling in Love"
25. "Closing Vamp"

### CD 2
1. "I Got a Woman – Amen"
2. "Love Me"
3. "If You Love Me"
4. "You Gave Me a Mountain"
5. "Help Me"
6. "Jailhouse Rock"
7. "All Shook Up"
8. "Teddy Bear – Don’t Be Cruel"
9. "And I Love You So"
10. "Steamroller Blues"
11. "Band Introductions"
12. "Early Morning Rain"
13. "What’d I Say"
14. "Johnny B. Goode"
15. "Love Letters" (niekompletny)
16. "School Days"
17. "Hurt" + reprise
18. "Hound Dog"
19. "It’s Now or Never"
20. "Blue Christmas"
21. "Can’t Help Falling in Love"
22. "Closing Vamp"